# Hieracium onosmoides
Hieracium onosmoides — вид квіткових рослин з родини айстрових (Asteraceae). Вид зростає в Європі: Норвегія, Швеція, Фінляндія, Німеччина, Швейцарія, Австрія, Польща, Чехія, Іспанія, Андорра, Франція (вкл. Корсика), Італія; це багаторічна рослина помірних біомів.